# Gilletinus corrugatus
Gilletinus corrugatus är en skalbaggsart som beskrevs av Lea 1924. Gilletinus corrugatus ingår i släktet Gilletinus och familjen Bolboceratidae. Inga underarter finns listade i Catalogue of Life.